# Chiesa di Santa Rita da Cascia in Campitelli
La chiesa di Santa Rita da Cascia in Campitelli è una chiesa sconsacrata di Roma, nel rione Sant'Angelo, situata in via Montanara, all'incrocio con via del Teatro di Marcello. La chiesa in origine sorgeva in via della Pedacchia (strada alle pendici del Campidoglio che sboccava su piazza d'Aracoeli, scomparsa con le demolizioni degli anni '30) sulla preesistente San Biagio de Mercato, i cui resti furono ritrovati proprio in occasione della demolizione della chiesa di Santa Rita e delle case adiacenti.

## Storia

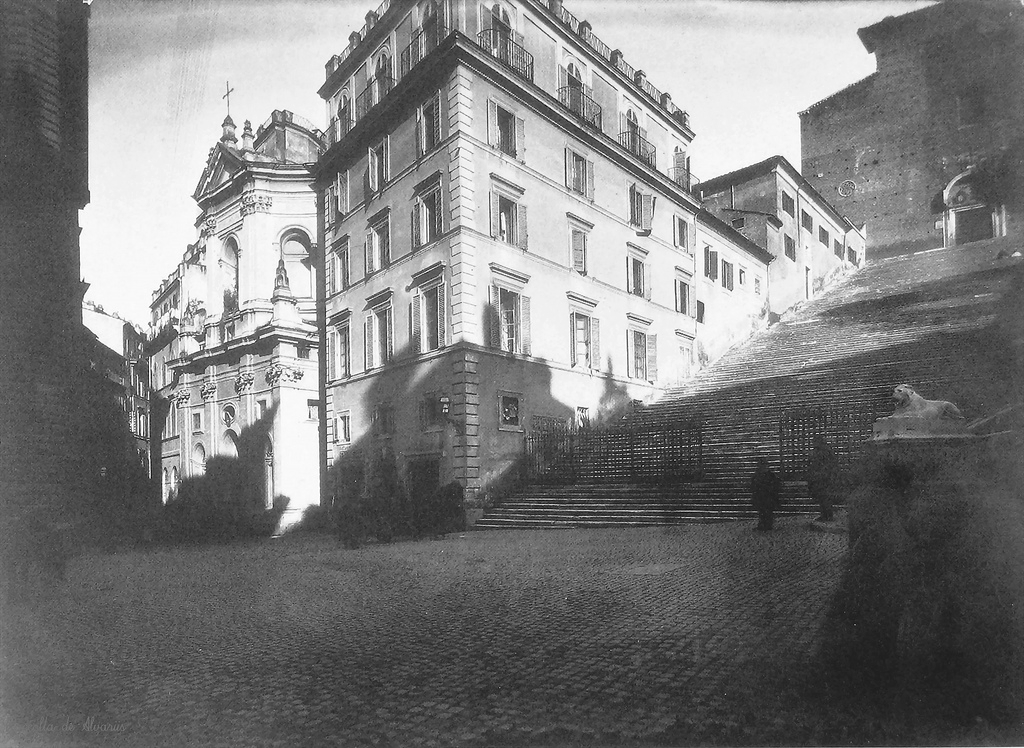
La Chiesa di Santa Rita nella sua posizione originaria, ai piedi della scalinata dell'Aracoeli.

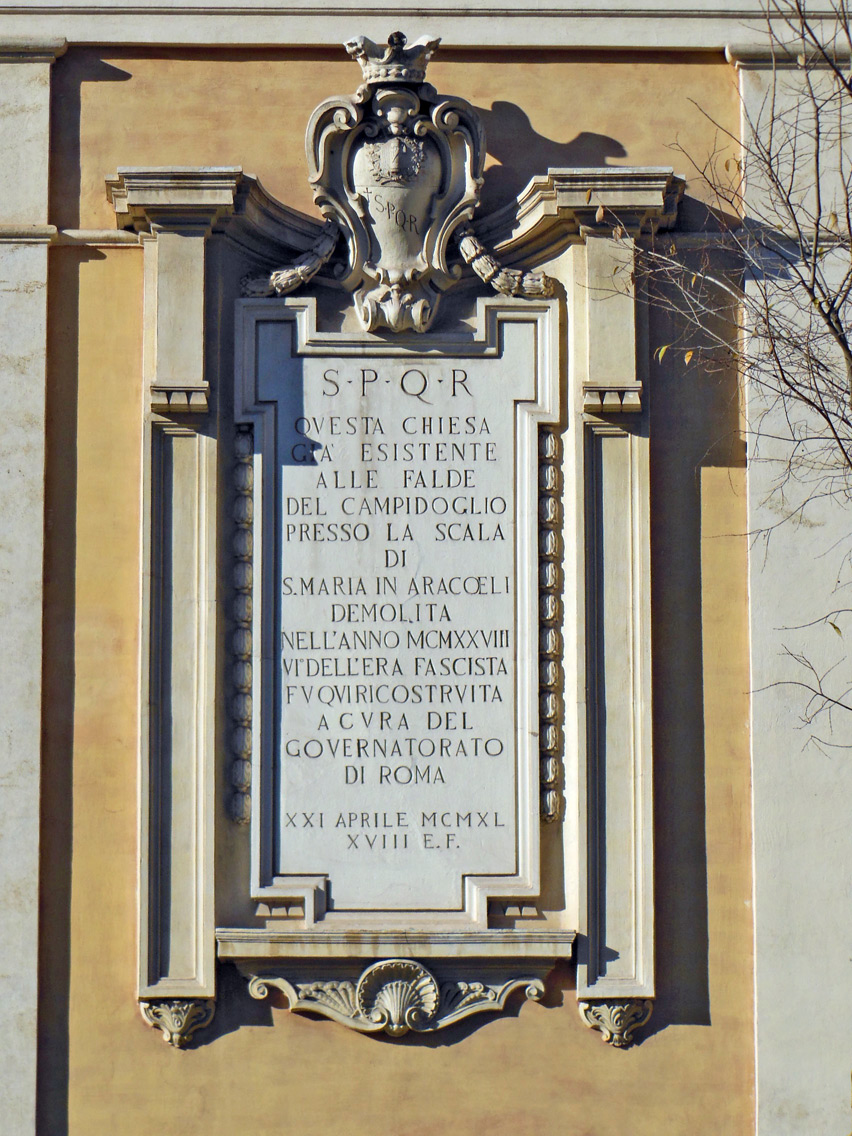
La targa che ricorda lo spostamento sul fianco sinistro dell'edificio.

L'edificio venne costruito nel 1665 dall'architetto Carlo Fontana al posto di una chiesa più antica, edificata dalla famiglia Bucabella nell'XI secolo, e si trovava ai piedi della scalinata di Santa Maria in Aracoeli, sul suo lato sinistro rispetto ai piedi della scalinata stessa. Era dedicata a san Biagio. Fu donata ai casciani residenti a Roma e papa Alessandro VII la affidò alla confraternita della Santissima Spina della Croce di Gesù.
All'intitolazione a san Biagio e alla beata Rita prevalse nel 1900 la nuova ed esclusiva a santa Rita da Cascia, in quell'anno canonizzata.
Nel 1928, in seguito alla demolizione della zona per la sistemazione della via del Mare (oggi via del Teatro di Marcello), la chiesa venne smontata pezzo per pezzo e messa in deposito con l'intento di ricostruirla nello stesso posto. Nel 1940 la chiesa fu ricostruita con un intervento di anastilosi. Invece che a fianco della scalinata di Santa Maria in Aracoeli, fu ricostruita nella posizione attuale, come ricorda una lapide sul fianco sinistro dell'edificio.
Oggi la chiesa, sconsacrata, è in uso al Comune di Roma ed è luogo di incontri, conferenze e concerti, con il nome di "Sala Santa Rita".

## Descrizione

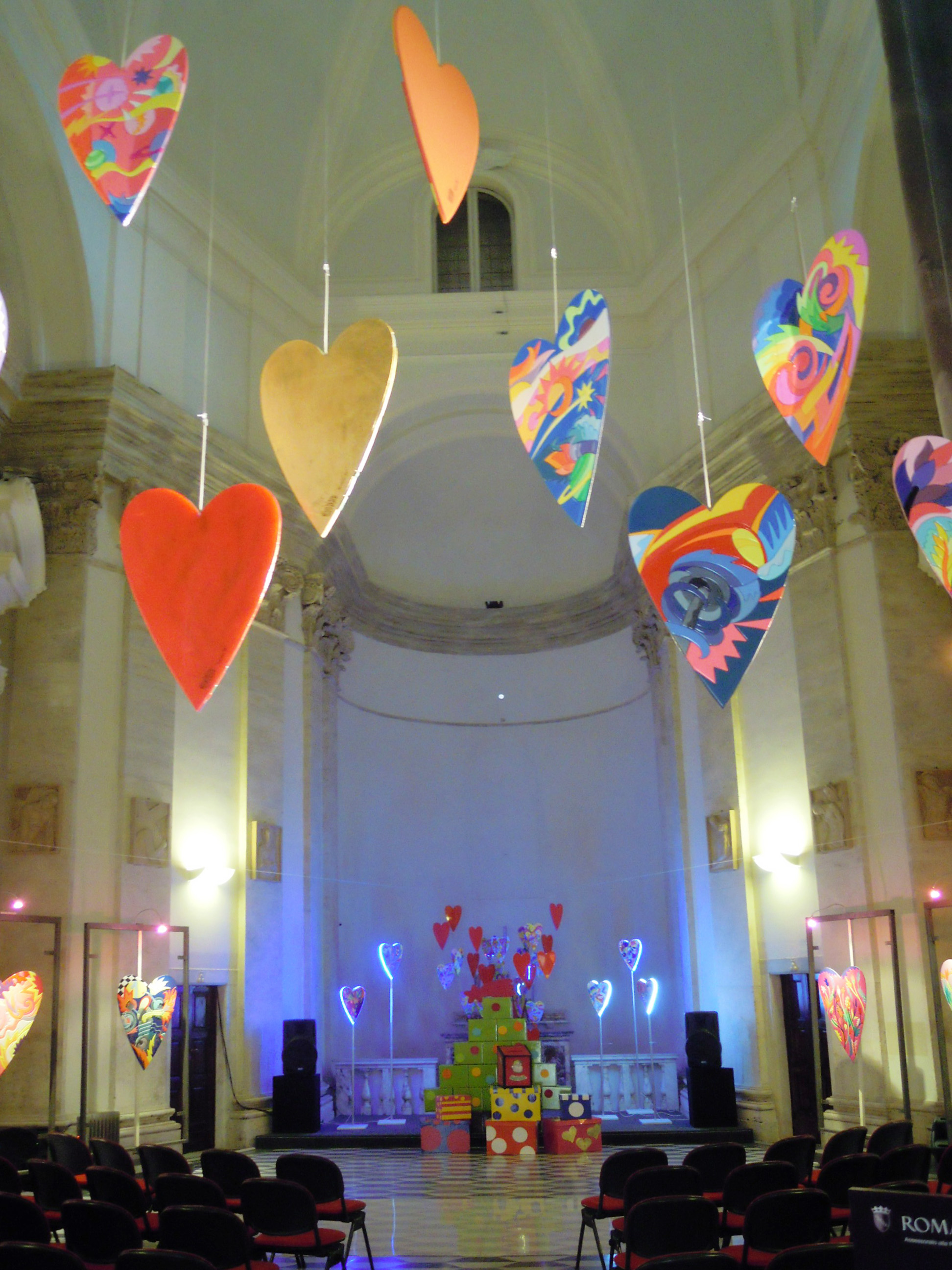
L'interno della Chiesa durante un'esposizione temporanea.

La facciata è decorata con lesene e stucchi. All'interno si presenta a croce greca con pianta romboidale convessa, simile a quella della chiesa romana di San Carlo alle Quattro Fontane. L'abside, più profonda delle due cappelle laterali, accoglie ancora l'altare barocco in marmi policromi ed una vetrata raffigurante Santa Rita da Cascia, mentre gli altri arredi religiosi sono stati portati via.  Al centro si trova la cupola.